# Komori-san Can't Decline!
Komori-san Can't Decline! (小森さんは断れない！?, Komori-san wa kotowarenai!, lett. "Komori-san non sa rifiutare!") è un manga yonkoma scritto e disegnato da Cool-kyō Shinja, serializzato sulla rivista Manga Time Original di Hōbunsha dal numero di aprile 2012. Un adattamento anime, prodotto da Artland, è stato trasmesso in Giappone tra il 4 ottobre e il 20 dicembre 2015.

## Personaggi
Shuri Komori (小森 しゅり?, Komori Shuri)
Doppiata da: Aya Uchida
Una ragazza di quattordici anni che, per qualche ragione, non può rifiutare qualsiasi richiesta le venga fatta.
Megumi Nishitori (西鳥 めぐみ?, Nishitori Megumi)
Doppiata da: Ari Ozawa
Un'amica di Shuri sin dalle elementari che è molto pigra e fa spesso affidamento su di lei.
Masako Negishi (根岸 まさ子?, Negishi Masako)
Doppiata da: Maria Naganawa
Un'amica di Shuri sin dalle medie che è piuttosto cinica.
Kurō Ōtani (大谷 九郎?, Ōtani Kurō)
Un compagno di classe di Shuri al terzo anno che desidera essere considerato una persona affidabile, ma che spesso viene ignorato a causa della sua bassa statura.

## Media

### Manga
Il manga, scritto e disegnato da Cool-kyō Shinja, ha iniziato la serializzazione sul numero di aprile 2015 della rivista Manga Time Original di Hōbunsha. Il primo volume tankōbon è stato pubblicato il 4 luglio 2013 e al 6 maggio 2023 ne sono stati messi in vendita in tutto undici.

#### Volumi
| Nº | Data di prima pubblicazione | Data di prima pubblicazione | Data di prima pubblicazione |
| Nº | Giapponese                  | Giapponese                  |                             |
| -- | --------------------------- | --------------------------- | --------------------------- |
| 1  | 4 luglio 2013               | ISBN 978-4-8322-5205-9      |                             |
| 2  | 7 gennaio 2014              | ISBN 978-4-8322-5259-2      |                             |
| 3  | 7 ottobre 2014              | ISBN 978-4-8322-5326-1      |                             |
| 4  | 7 ottobre 2015              | ISBN 978-4-8322-5423-7      |                             |
| 5  | 7 febbraio 2017             | ISBN 978-4-8322-5558-6      |                             |
| 6  | 7 febbraio 2018             | ISBN 978-4-8322-5663-7      |                             |
| 7  | 7 novembre 2018             | ISBN 978-4-8322-5728-3      |                             |
| 8  | 6 febbraio 2020             | ISBN 978-4-8322-5779-5      |                             |
| 9  | 5 febbraio 2021             | ISBN 978-4-8322-5818-1      |                             |
| 10 | 7 marzo 2022                | ISBN 978-4-8322-5859-4      |                             |
| 11 | 6 maggio 2023               | ISBN 978-4-8322-5900-3      |                             |

### Anime
Un adattamento anime, prodotto da Artland e diretto da Ken'ichi Imaizumi, è andato in onda dal 4 ottobre al 20 dicembre 2015. La sigla di apertura è Toaru itsumo o (とあるいつもを? lett. "Una certa cosa abituale") della band Yūhei Satellite. In tutto il mondo, ad eccezione dell'Asia, gli episodi sono stati trasmessi in streaming in simulcast, anche coi sottotitoli in lingua italiana, da Crunchyroll.

#### Episodi
| Nº | Titolo italiano Giapponese 「Kanji」 - Rōmaji                                                                                        | In onda          | In onda |
| Nº | Titolo italiano Giapponese 「Kanji」 - Rōmaji                                                                                        | Giapponese       |         |
| 1  | Komori-san, mi fai un favore? 「小森さんは頼まれますか？」 - Komori-san wa tanoma remasu ka?                                         | 4 ottobre 2015   |         |
| 2  | Komori-san è forte! 「小森さんは力持ち！」 - Komori-san wa chikaramochi!                                                             | 11 ottobre 2015  |         |
| 3  | Komori-san è una ragazza popolare! 「小森さんは人気者！」 - Komori-san wa ninkisha!                                                  | 18 ottobre 2015  |         |
| 4  | Komori-san riesce in tutto? 「小森さんは何でも屋？」 - Komori-san wa nandemoya?                                                      | 25 ottobre 2015  |         |
| 5  | Negishi-san ha tutto sotto controllo! 「根岸さんはソツがない！」 - Negishi-san wa sotsu ga nai!                                      | 1º novembre 2015 |         |
| 6  | Ōtani vuole che gli si chieda aiuto! 「大谷くんは頼られたい！」 - Ōtani-kun wa tayoraretai!                                          | 8 novembre 2015  |         |
| 7  | La piscina ti fa venire il batticuore! 「プールはドキドキ！」 - Pūru wa dokidoki!                                                    | 15 novembre 2015 |         |
| 8  | L'estate è fatta per divertirsi! 「夏はやっぱり遊びたい！」 - Natsu wa yappari asobitai!                                             | 22 novembre 2015 |         |
| 9  | Un festival agrodolce 「お祭りは甘酸っぱい！」 - Omatsuri wa amazuppai!                                                              | 29 novembre 2015 |         |
| 10 | È difficile capire cosa si vuole fare! 「進路調査は悩ましい！」 - Shinro chōsa wa nayamashii!                                        | 6 dicembre 2015  |         |
| 11 | È facile prendersi il raffreddore in questo periodo dell'anno! 「この季節は風邪をひきやすい！」 - Kono kisetsu wa kaze o hiki yasui! | 13 dicembre 2015 |         |
| 12 | Nessuno ha chiesto aiuto a Komori-san? 「小森さんは頼まれない？」 - Komori-san wa tanomarenai?                                       | 20 dicembre 2015 |         |